# Teoria degli antichi astronauti

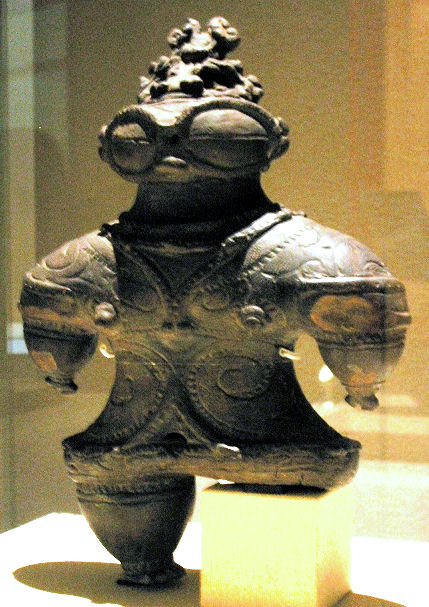
Un dogū (土偶) del tardo periodo Jōmon (1000-400 a.C.), Museo nazionale di Tokyo, Giappone. Alcuni ufologi hanno interpretato la statuetta di argilla come un antico astronauta che visitò la Terra nel Giappone antico; mostra dettagli che si vuole siano una tuta spaziale, una visiera e un elmetto.

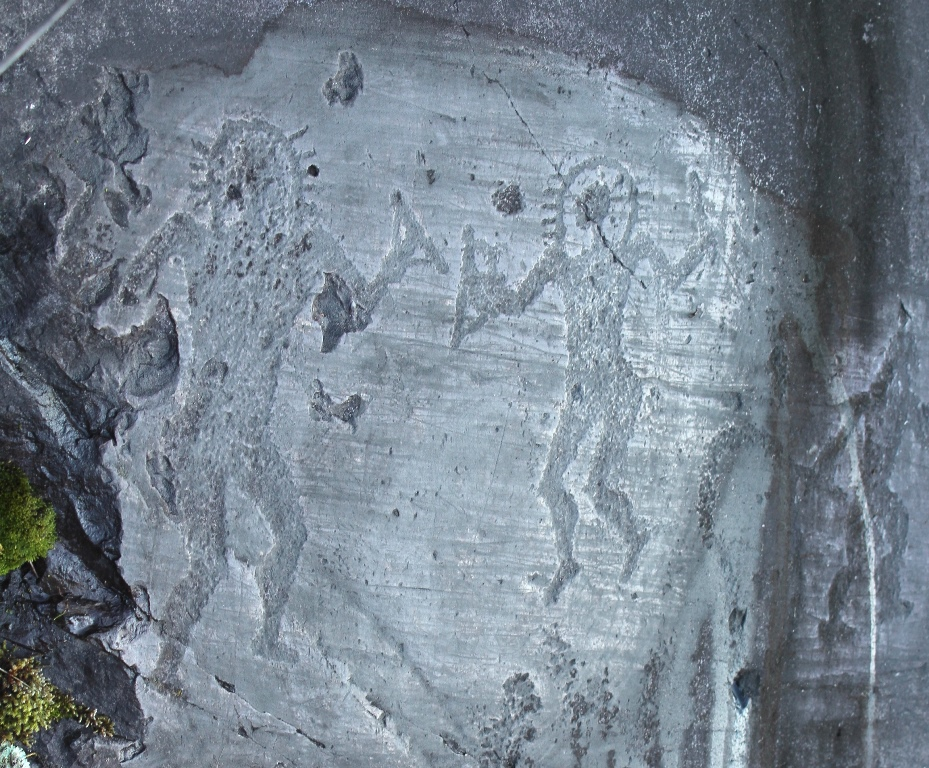
Petroglifi della Valcamonica (cosiddetti "astronauti"), in cui alcuni ufologi vedono confermata la teoria paleoastronautica.

La teoria degli antichi astronauti, detta anche teoria del paleocontatto o paleoastronautica, è l'insieme delle teorie pseudoscientifiche che ipotizzano un contatto tra civiltà extraterrestri e antiche civiltà umane, quali ad esempio Sumeri, Egizi, civiltà dell'India antica, Ebrei, civiltà megalitiche europee e mondiali, e civiltà precolombiane.
Queste teorie, diffusesi a partire dalla metà del XX secolo, non sono accettate dalla comunità scientifica e pertanto sono inquadrate nel più vasto e controverso campo pseudoscientifico della cosiddetta archeologia misteriosa o pseudoarcheologia. Sono diffuse anche nell'ufologia, rientrando in particolare nel campo della cosiddetta "archeologia spaziale", "archeologia ufologica" o clipeologia.

## Origine
L'espressione "astronauti del passato" appare inizialmente in Flying Saucers on the Moon (1954) del giornalista e scrittore Harold T. Wilkins, seguito dall'astronomo e scrittore Morris Jessup in Chase of the UFO (1955), il quale pubblicò l'anno seguente UFOs and the Bible, dove accostava l'ufologia ai testi antichi.
Si fa risalire la nascita della paleoastronautica al 1960 con la pubblicazione di un articolo del matematico russo Matest Agrest. In seguito le teorie sul presunto contatto tra civiltà extraterrestri e alcune antiche civiltà umane sono divenute popolari negli anni sessanta e soprattutto negli anni settanta con la pubblicazione dei libri di Jean Sendy, Erich von Däniken e Peter Kolosimo, autore di numerosi best seller, tra cui Non è terrestre (1968) e Astronavi sulla preistoria (1972).

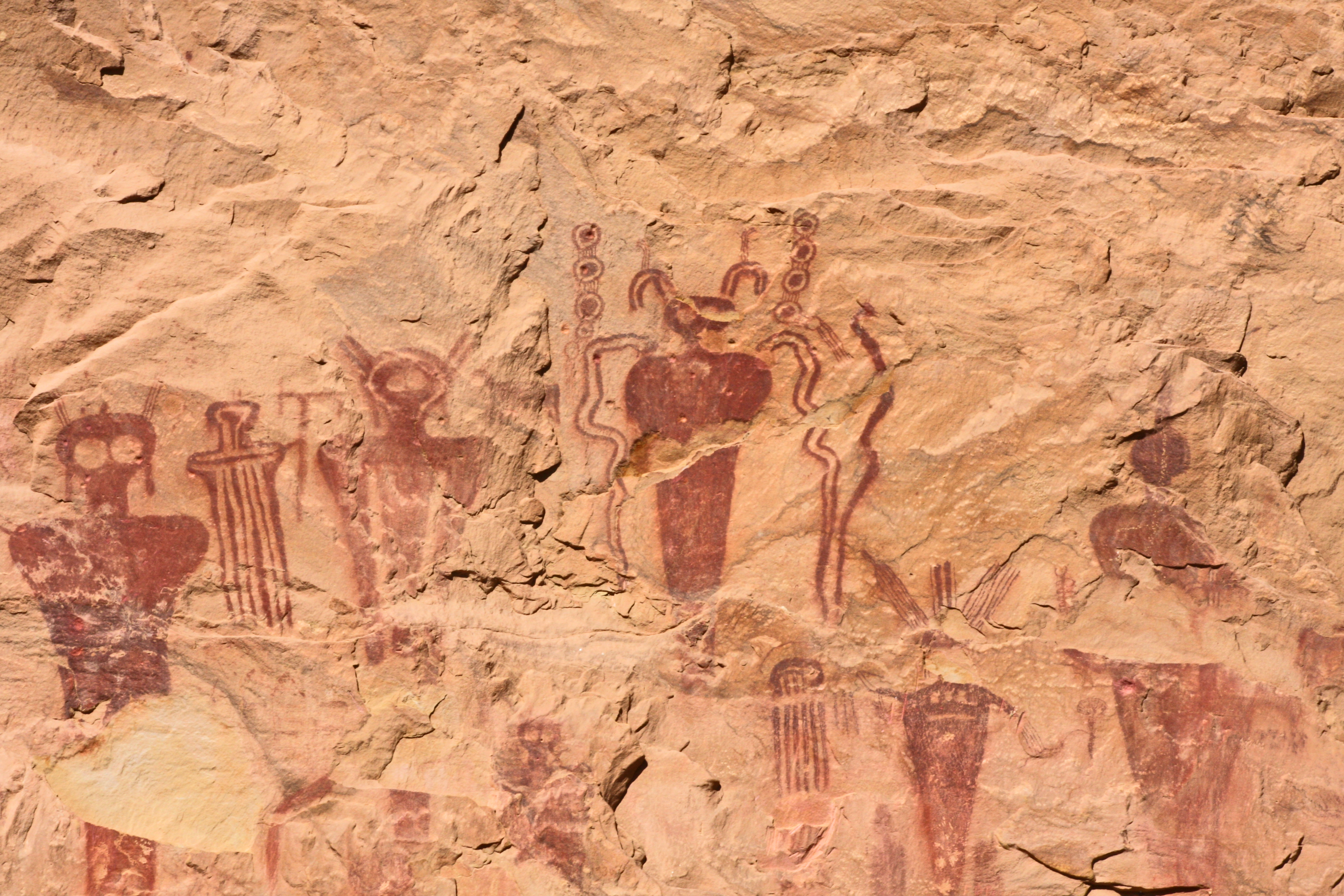
Incisioni rupestri a Sego canyon, nel deserto dell'Utah, risalenti all'incirca al 2500 a.C.

Il substrato di queste teorie era già stato elaborato alcuni anni addietro, subito dopo gli anni cinquanta, con la nascita dell'ufologia in seguito alle prime testimonianze documentate di avvistamenti di UFO. All'ufologia si unirono le tesi già elaborate da Charles Fort sull'apparente incoerenza cronologica di alcuni manufatti e il rinnovato interesse popolare degli anni sessanta nei confronti delle antiche civiltà e delle loro mitologie. In ambito ufologico nacque la clipeologia o paleoufologia, rivolta allo studio delle presunte manifestazioni di UFO nelle epoche passate. Inizialmente la paleoastronautica si sviluppò come una branca della clipeologia rivolta al periodo preistorico e protostorico, concentrando la sua attenzione su reperti archeologici di tali epoche.
I sostenitori delle teorie sugli antichi astronauti non si limitano a sostenere, come fanno i clipeologi, che visite di alieni siano avvenute anche nei secoli passati, ma affermano che vi sia stata un'influenza aliena nello sviluppo della civiltà e della specie umana arrivando a mettere in discussione, almeno in parte, la teoria evolutiva di Charles Darwin sostituendola talvolta con tesi creazioniste, secondo le quali la specie umana sarebbe stata geneticamente creata da entità superiori o per il tramite di angeli extraterrestri. O, in alcune interpretazioni, considerando la specie umana frutto di una evoluzione accelerata e pilotata in fasi successive da una supposta razza aliena.
Se per la paleoantropologia l'uomo è il risultato di un processo evolutivo endogeno durato tre milioni di anni, processo evolutivo che ha portato le protoscimmie africane ad assumere via via la statura eretta e a sviluppare la propria intelligenza andando a formare società via via più avanzate, per i sostenitori delle teorie degli antichi astronauti specie aliene sono sbarcate sulla Terra e attraverso numerosi e remoti contatti con popolazioni locali hanno indotto o anche solo favorito e guidato il percorso evolutivo della specie umana. Questi contatti, in taluni casi costituiti da soggiorni prolungati di extraterrestri sulla Terra, avrebbero influenzato lo sviluppo di alcune civiltà: tracce a testimonianza di questi eventi sarebbero riconoscibili, secondo i fautori di queste teorie, studiando con una certa forma mentis alcuni reperti preistorici.

## Principali proponenti
Tra i principali divulgatori delle teorie degli antichi astronauti vi sono lo scrittore e giornalista italiano Peter Kolosimo e l'archeologo autodidatta e scrittore svizzero Erich von Däniken, preceduti di alcuni anni dal francese Robert Charroux e dal britannico W. Raymond Drake. Kolosimo e von Däniken dalla seconda metà degli anni sessanta hanno prodotto una serie di libri di grande presa popolare diffusi in molti paesi del mondo. Queste teorie sono state sostenute anche da alcuni religiosi, come il pastore presbiteriano e ufologo statunitense Barry Downing e il sacerdote cattolico spagnolo Salvador Freixedo. Fra gli altri che in seguito ripresero questa teoria vi sono gli scrittori Zecharia Sitchin e Robert K. G. Temple e diversi seguaci dello pseudoscienziato e sensitivo Edgar Cayce.
Diversi altri autori hanno teorizzato il riferimento a visite di alieni nei testi sacri o comunque mitologici: tra questi George Adamski, Jean Sendy, Desmond Leslie, Mario Pincherle, Mauro Biglino,Graham Hancock, padre Enrique López Guerrero, Claude Vorilhon, Lloyd Pye, Corrado Malanga, Biagio Russo e Paolo Navone; la teoria è sostenuta anche dal "contattista" Billy Meier e dal noto cospirazionista David Icke.

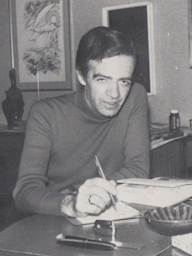
Peter Kolosimo
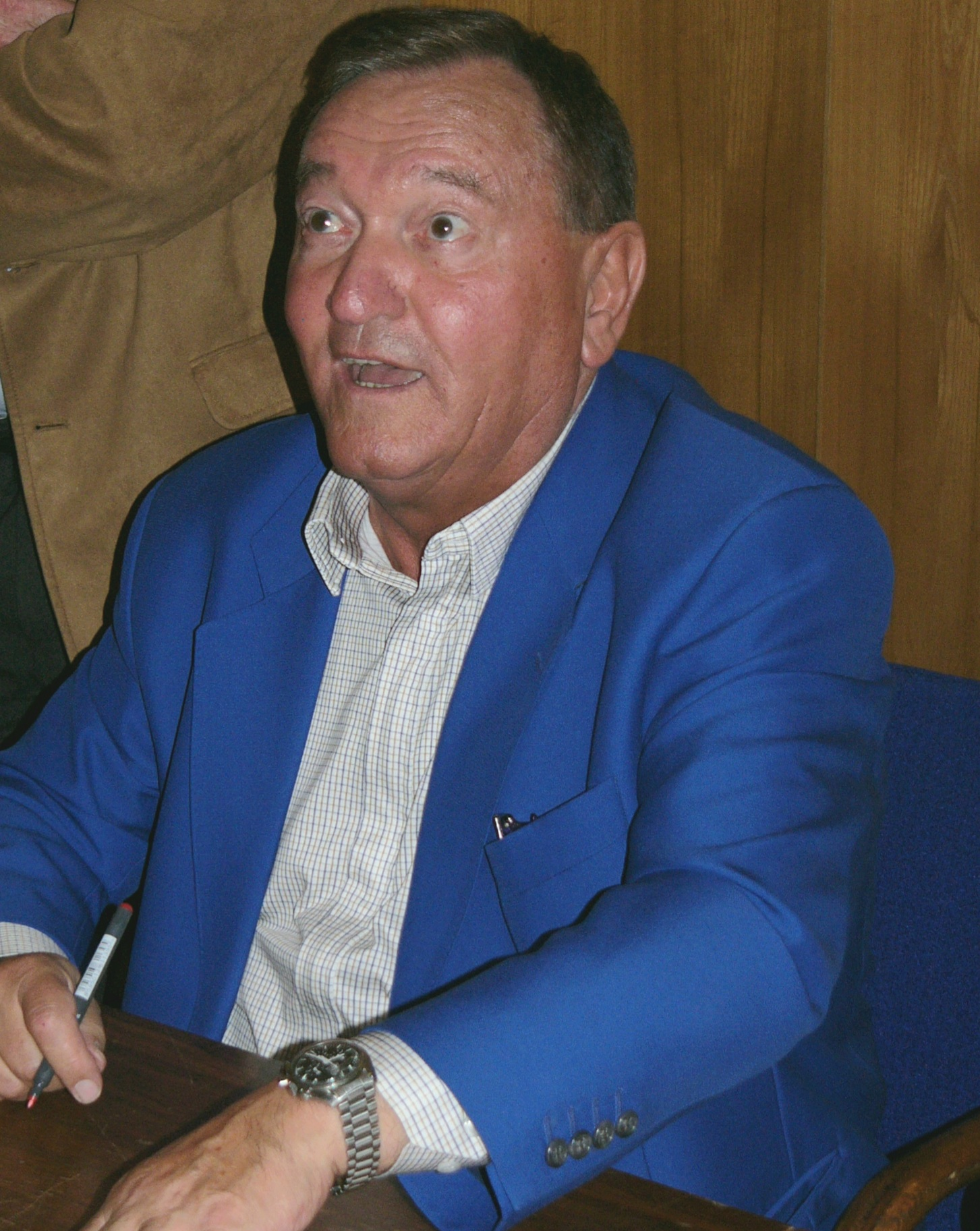
Erich von Däniken
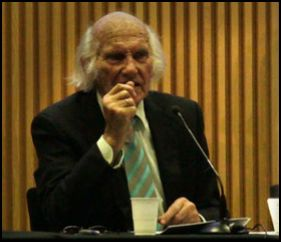
Salvador Freixedo
Zecharia Sitchin
Mauro Biglino
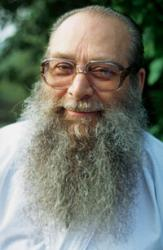
Billy Meier
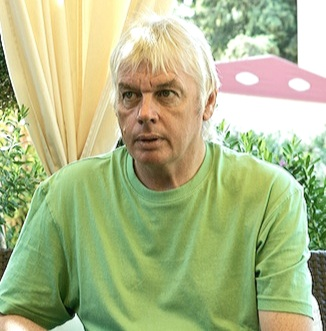
David Icke
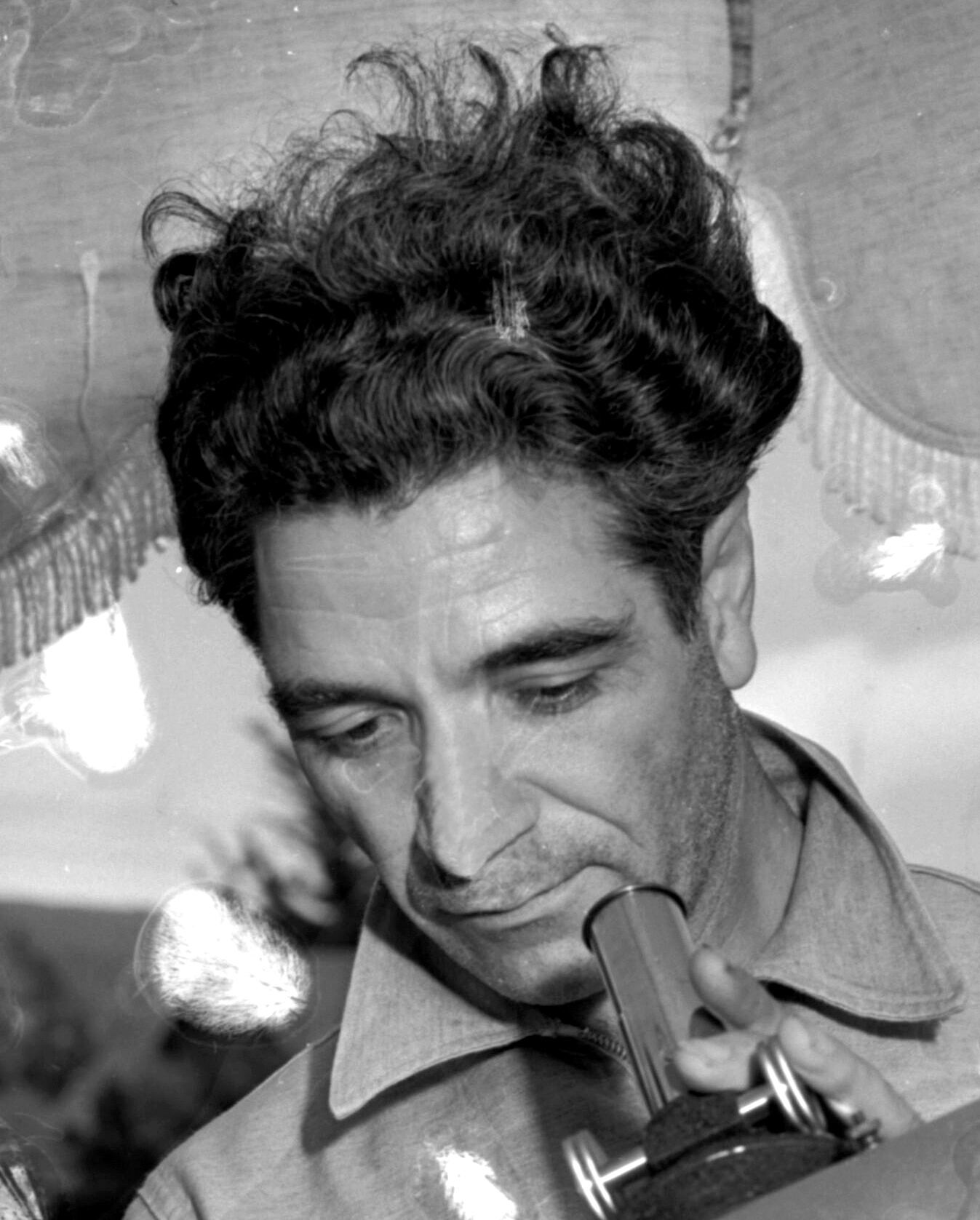
George Adamski

## Idee principali

Un jet d'oro precolombiano, esempio di OOPArt che Erich von Däniken ha interpretato come il segno lasciato da antiche civiltà aliene presenti sul pianeta Terra.

Esistono diverse ipotesi sul cosiddetto paleocontatto, che sarebbe avvenuto tra la specie umana e specie aliene:
- la specie umana sarebbe il risultato di una creazione programmata, ovvero di esperimenti genetici condotti da extraterrestri sugli ominidi che fino a quel punto si sarebbero evoluti spontaneamente sulla Terra in concordanza con la Teoria di Darwin e dunque, in questo caso, senza nessuna apparente contraddizione con essa. Il fine di questi presunti alieni sarebbe stato accelerare l'evoluzione spontanea della specie umana: adattamento evolutivo e neocreazionismo dunque sarebbero veri entrambi. In alternativa, l'uomo sarebbe un discendente diretto degli extraterrestri, adattato all'ambiente e incrociatosi con specie autoctone di ominidi. Il principale argomento a sostegno di questa teoria è il tempo relativamente breve (300.000 anni) impiegato dall'Homo sapiens per giungere a un livello evolutivo mai raggiunto da altri organismi, pur presenti sulla Terra da centinaia di milioni di anni.
- la specie umana avrebbe avuto contatti con extraterrestri sin dalle ere più antiche. Questi alieni sarebbero le divinità delle civiltà antiche (egizi, maya, aztechi, popoli della Mesopotamia, romani, greci), raffigurati nelle loro opere d'arte[10]. Altri indizi della presenza di extraterrestri in epoche passate sarebbero celati in testi religiosi, come la Bibbia e il Rāmāyaṇa, o in opere letterarie di carattere epico. Gli extraterrestri si sarebbero manifestati anche in epoche successive: dipinti medievali e rinascimentali, specie a carattere religioso, mostrerebbero in cielo delle navicelle spaziali, a volte addirittura con angeli alla guida. Gli alieni sarebbero stati creduti divini come accaduto a popoli extraeuropei quando incontrarono gli occidentali (ad esempio gli Incas che inizialmente scambiarono Francisco Pizarro per Viracocha o nel culto del cargo).
- il ritrovamento di OOPArt, ossia "oggetti fuori posto" in quanto "fuori dal tempo" soprattutto sotto il profilo tecnologico rispetto alle temporizzazioni dell'archeologia canonica.

## Argomentazioni dei suoi sostenitori

Riproduzione grafica del coperchio del sarcofago di Pakal (Tempio delle Iscrizioni, Palenque). Secondo alcuni, si tratterebbe della raffigurazione di una navicella spaziale.

Secondo i suoi sostenitori, elementi a favore della teoria degli antichi astronauti sarebbero riconoscibili nell'architettura e nell'arte antica. Sono stati individuati siti archeologici che, secondo i sostenitori della congettura, testimonierebbero il contatto tra la specie umana e visitatori extraterrestri, in cui la perizia costruttiva sarebbe la conseguenza dell'uso di tecnologie aliene. Gli ufologi, e in particolare i clipeologi, citano ad esempio i siti di Giza, Ur, Baalbek, Yonaguni, le Linee di Nazca, i monoliti di Stonehenge, Pumapunku, Machu Picchu, i nuraghi sardi, Teotihuacan e Göbekli Tepe, oltre a incisioni rupestri e statuette rinvenute nelle Americhe, nelle isole del Pacifico, in Australia, in Giappone, in aree europee come la Scozia e in zone alpine, quali il Musinè o la Valcamonica. Le popolazioni umane primitive avrebbero visto le forme di vita aliene come "dei", "angeli", "spiriti" o "semidei".
Inoltre, i teorizzatori della congettura degli antichi astronauti interpretano vari brani dell'antica letteratura sumera e alcuni testi sacri prodotti da antiche civiltà del pianeta come possibili resoconti di un contatto a livello planetario. Sono spesso citati, ad esempio, l'Epopea di Gilgameš, il Rāmāyaṇa (dove si parla di carri volanti chiamati Vimana), e alcuni libri della Bibbia, come il Libro di Ezechiele nel quale sembrano esservi descrizioni di oggetti tecnologicamente avanzati. A sostegno di tali teorie, troviamo pure la narrazione scintoista giapponese del tenson kōrin in cui, secondo quanto narrato nel Kojiki e nel Nihon shoki, Ninigi, nipote di Amaterasu, sarebbe disceso dal takama no hara fino al picco di Takachiho a Hyūga. Il tenson kōrin è un esempio di un tipo comune di narrazione mitologica tra le popolazioni asiatiche, secondo cui il progenitore degli esseri umani o la divinità ancestrale dei governanti discendeva dal cielo.

## Critiche
La teoria degli antichi astronauti non è sostenuta da alcuna prova riconosciuta dalla comunità scientifica ed è criticata sia da scienziati, sia da razionalisti e scettici che da esponenti di religioni tradizionali.

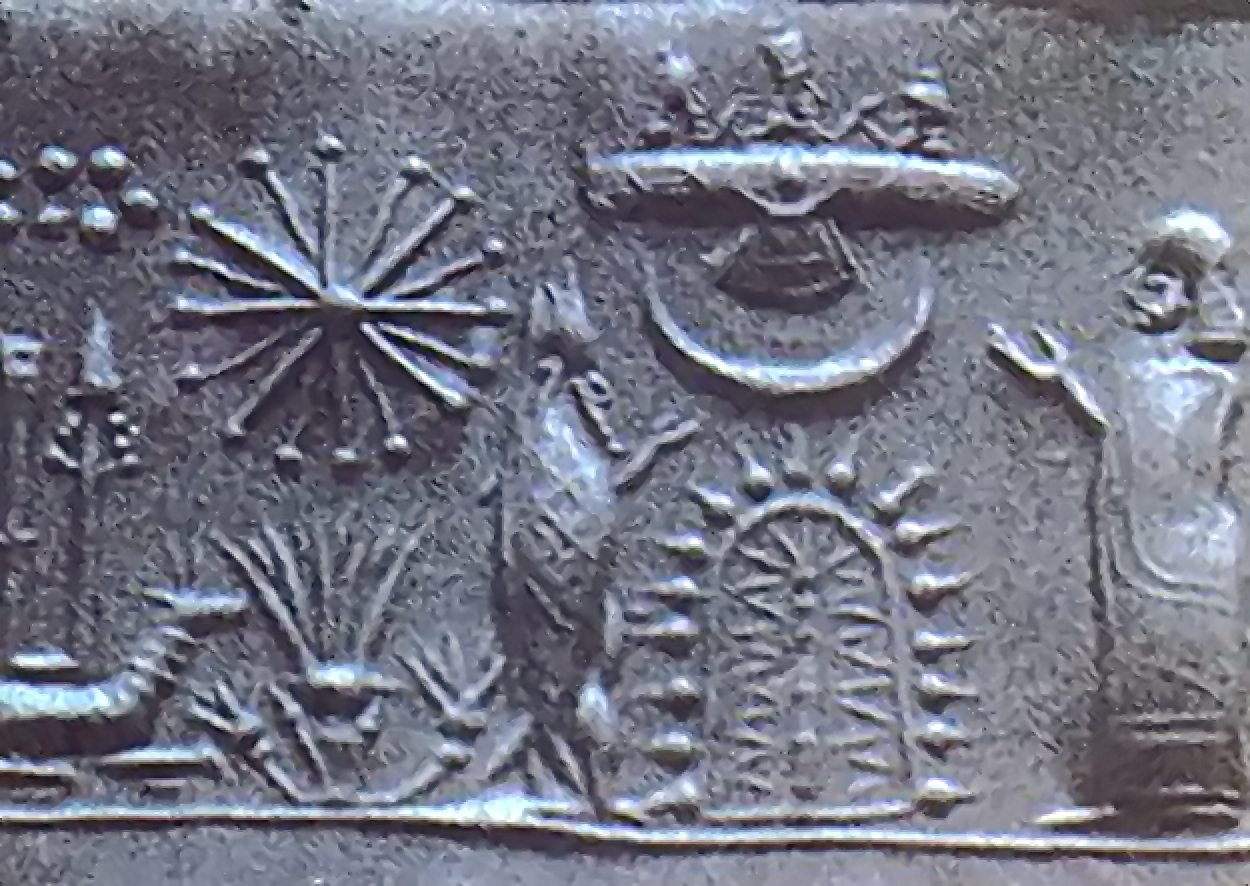
Sigillo cilindrico mesopotamico in cui sono raffigurati presunti veicoli e divinità Anunnaki che ricordano l'aspetto di alieni.

I riferimenti in testi epici sono interpretati dalla scienza ufficiale come elementi mitologici o metafore poetiche; quelli in testi religiosi come visioni mistiche o allegorie. I ritrovamenti archeologici portati a sostegno della teoria degli antichi astronauti, descritti dai suoi fautori spesso come "misteriosi" o "senza spiegazione", trovano una spiegazione scientifica senza bisogno di ricorrere agli alieni.
La presenza di "oggetti volanti non identificati" nelle opere d'arte rinascimentali (clipeologia) è stata confutata sulla base dell'iconografia cristiana, che si rifà ai testi sacri: vangeli canonici, vangeli apocrifi, racconti sulle vite dei santi.

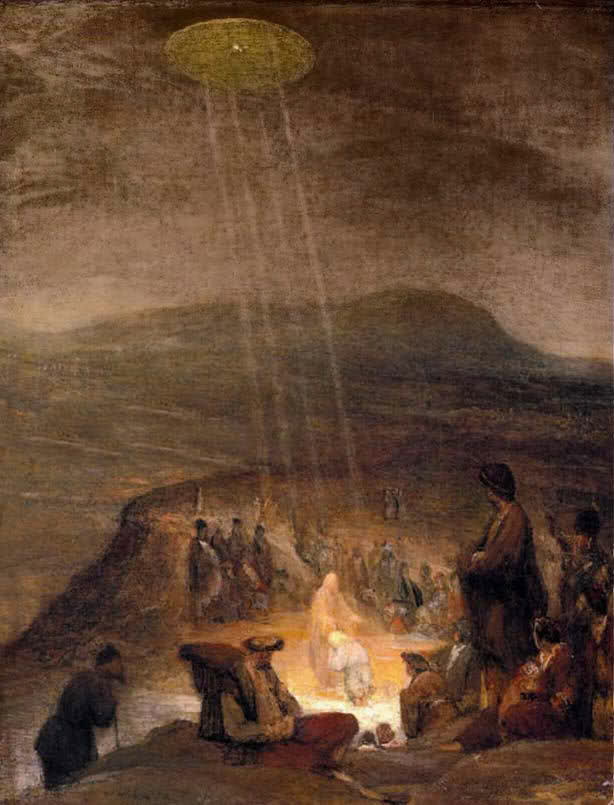
Aert de Gelder, Battesimo di Cristo, uno dei dipinti più citati dagli ufologi secondo la cui interpretazione "clipeologica", si vede nella cosiddetta "gloria" (simbolo artistico), un oggetto tecnologico volante discoidale sovrastante la scena.

Alan F. Alford, autore di Gods of the New Millennium (1996), era un aderente della teoria degli antichi astronauti. Molto del suo lavoro si basa sulle teorie di Sitchin. Tuttavia, dopo un'analisi più approfondita, trova ora fallace la teoria di Sitchin: "Sono ormai saldamente del parere che queste divinità personificavano la caduta del cielo, in altre parole, la discesa degli dèi era una resa poetica del mito del cataclisma che era al centro di antiche religioni del Vicino Oriente."
La comunità cristiana creazionista è a sua volta assai critica su molte delle teorie degli antichi astronauti: lo scrittore creazionista della "giovane Terra" Clifford A. Wilson ha pubblicato nel 1972 Crash Go the Chariots, in cui ha tentato di screditare tutte le indicazioni fornite nel libro di von Däniken Gli extraterrestri torneranno (Chariots of the Gods, letteralmente "I cocchi degli dei" o "Carri degli dei").

### Accuse di razzismo, reazionarismo o di legami con l'esoterismo
In un articolo pubblicato nel 2004 sulla rivista Skeptic, intitolato Charioteers of the Gods ("I cocchieri degli dei" o "Carrettieri degli dei"), Jason Colavito sostiene che von Däniken avrebbe plagiato molti dei concetti presenti nel libro di esoterismo Il mattino dei maghi (occultismo, gnosticismo, ariosofia), specialmente per il libro Gli extraterrestri torneranno; sostiene inoltre che questo libro, a sua volta, è stato fortemente influenzato dalla fantascienza dei Miti di Cthulhu dello scrittore H. P. Lovecraft e che il nucleo della stessa teoria degli antichi astronauti ha origine specialmente dai racconti Il richiamo di Cthulhu e Alle montagne della follia. Colavito ha anche accusato di razzismo (teoria ricorrente, anche come antisemitismo, negli scritti di Lovecraft e Charroux) il libro Signs of the Gods del 1979 per i passi in cui ipotizza che gli antichi alieni avessero volutamente creato diverse razze umane. L'archeologo Keith Fitzpatrick-Matthews ha citato alcuni passi del suddetto libro per criticare la concezione eurocentrica di Däniken:
(Erich von Däniken, Signs of the Gods)
Accuse di razzismo sono state mosse ad altri scrittori di paleoastronautica. 
Come nell'archeologia misteriosa, l'accusa è quella di un velato e assolutamente inconsapevole razzismo, che si sviluppa sminuendo alcune civiltà (polinesiani, mesoamericani, andini), negandone lo sviluppo fortemente autonomo e indipendente dai condizionamenti culturali del vecchio mondo. Quando addirittura non si presuppone che l'umanità o una parte di essa non sia in grado di sviluppare autonomamente una civiltà e si ricorre quindi, violando il rasoio di Occam, a improbabili contributi extraterrestri.
Il citato Robert Charroux era vicino alla teoria nordicista del pancelticismo, e aveva un grande interesse per il razzialismo e l'arianismo. Secondo Charroux, l'Iperborea era situata tra l'Islanda e la Groenlandia e fu la prima terra d'insediamento degli alieni nordici, che saranno resi famosi dal contattista Billy Meier, e da cui sarebbe discesa la razza nordica, provenienti da un pianeta freddo situato lontano dal Sole. Questa idea ha probabilmente influenzato Zecharia Sitchin con la sua teoria del presunto pianeta Nibiru. Charroux affermava che tale razza degli iperborei extraterrestri e dei loro discendenti celti aveva dominato il mondo intero nell'antichità, e che quindi gli esseri umani sarebbero stati alieni essi stessi, non loro creazioni. Sosteneva inoltre che "Atlantide e Mu non sono sogni di spiritualisti, ma realtà di un'era misteriosa". Ha inoltre affermato che gli atlantidei e gli iperborei erano gli antenati degli esseri umani moderni, e che i primi umani sulla Terra erano originariamente extraterrestri: nel suo libro Lost Worlds Charroux respinse la teoria dell'evoluzione umana, e sostenne invece una sorta di devoluzionismo.
La studiosa indiana Meera Nanda ha legato la paleoastronautica ad una forma nuova di nazionalismo (nel caso da lei descritto di stampo induista-tecnologico o Hindutva), un identitarismo pseudoreligioso con venature di secolarismo accanto a neorazzismo ariano-indiano: ad esempio esaltando l'India come patria delle invenzioni quali l'aeronautica (riferendosi ai Vimana), o un luogo come il Giappone shintoista, dove gli abitanti si ritenevano di origine "celeste"; descrive il fenomeno con il termine di nuovo "modernismo reazionario"; esso diverrebbe invece in Europa e paesi anglosassoni una sorta di sciovinismo occidentale analogo o si salderebbe con singoli nazionalismi, come già al tempo in cui la paleoastronautica era interesse di Charroux, del neonazismo esoterico o del misticismo nazista.
Viene anche rilevato dai critici che la teoria paleoastronautica a volte si configura come una "quasi religione", termine utilizzato in un saggio breve critico su Mauro Biglino; in certi casi essa ha dato origine anche a religioni ufologiche, come il "nuovo movimento religioso" raeliano, che si autodefinisce un gruppo che propone "il disegno intelligente per atei".

## Ancient Astronaut Society
L'Ancient Astronaut Society è una società fondata il 14 settembre 1973 dall'avvocato Gene Philips con l'obiettivo di coordinare tutte le ricerche che si svolgono nell'ambito della teoria degli antichi astronauti, cercando di dimostrare l'esistenza di un primo contatto tra alieni scesi da navi spaziali e uomini avvenuto migliaia di anni fa. Ogni anno la Società organizza almeno un congresso a cui partecipano ufologi e scienziati da tutto il mondo. Il primo si è svolto a Chicago dal 26 al 28 aprile 1974.
L'AAS pubblica il bollettino Ancient Skies.

## Influenza culturale
L'ipotesi del paleocontatto è stata fonte di ispirazione per un gran numero di romanzi, film e serie televisive di fantascienza. La teoria compare ben prima della sua attestazione sia in opere fantastiche sia nella saggistica, a partire dal romanzo Edison's Conquest of Mars di Garrett P. Serviss (1898) e dai racconti di H. P. Lovecraft Il richiamo di Cthulhu (1926) e Alle montagne della follia (1931). Si trovano dei punti di connessione con questa teoria anche nel celebre racconto La sentinella (The sentinel in lingua originale) di Arthur C. Clarke e nelle sequenze iniziali del film di Stanley Kubrick 2001: Odissea nello spazio. In Ristorante al termine dell'Universo (1980) Douglas Adams usa l'ipotesi in chiave comica per spiegare l'origine dell'uomo moderno. Personaggi ispirati a Kolosimo e ad altri teorici del paleocontatto agiscono nel romanzo Ufo 78 del collettivo di scrittori Wu Ming.
Ci sono state anche molte opere cinematografiche ispirate a questa teoria; questi includono: L'astronave degli esseri perduti del 1967, Moontrap - Destinazione Terra del 1989, la celebre serie di Stargate iniziata nel 1994, Alien vs. Predator (2004), Outlander - L'ultimo vichingo (2008), Il quarto tipo (2009), Prometheus (2012) di Ridley Scott, e Creators - The Past (2019). Nella commedia Killer Klowns from Outer Space (1988) i protagonisti azzardano l'ipotesi che i mostri titolari possano essere stati degli antichi astronauti che con il loro aspetto hanno ispirato la razza umana a creare i pagliacci.
Nel mondo del fumetto frequenti riferimenti a queste teorie si trovano nella serie Martin Mystère in cui comunque l'argomento è trattato in maniera critica dagli autori, i quali spesso danno voce alle teorie ufficiali a scapito delle prime.
Per quanto riguarda l'animazione occidentale, figura il personaggio alieno di Gazoo da I Flintstones, una puntata della serie Disney Gargoyles - Il risveglio degli eroi in cui viene rivelato che le statue Moai sull'Isola di Pasqua sono basate su un antico astronauta e in Futurama la teoria viene comicamente invertita in un episodio in cui una razza aliena rivela di avere appreso il viaggio spaziale dagli antichi Egizi. Negli anime giapponesi invece i più emblematici sono Nadia - Il mistero della pietra azzurra e Neon Genesis Evangelion. Anche Naruto è influenzato dalla teoria degli antichi astronauti poiché le figure del Clan Ootsutsuki non sono altro che alieni originari di un altro pianeta e che sono giunti sulla Terra (il Giappone medievale simboleggiato dal "mondo ninja" del manga) 1000 anni prima dell'inizio degli eventi della storia.
Nell'ambito videoludico la serie di Halo mostra una complessa mitologia aliena con i Predecessori, i Covenant, i Flood e i Precursori, fra questi la Bibliotecaria, che per preservare gli umani li de-evolse sulla Terra permettendogli di rinascere nel corso della storia, mentre nella serie di Assassin's Creed viene in parte usata la teoria del paleocontatto ma in questo caso non si tratta di alieni ma di un'antica ed importante civiltà tecnologicamente avanzata di esseri antropomorfi, che abitò il pianeta Terra fino a 75000 anni prima del presente, chiamata Isu (scientificamente Homo Sapiens Divinus). Costoro erano dotati di un intelletto e di una longevità superiore, riuscirono a modificare i geni degli ominidi presenti sulla Terra aggiungendo al DNA di questi ultimi una parte del loro codice genetico per creare il genere umano a loro immagine e somiglianza con lo scopo di utilizzarli come schiavi. Gli Isu, a seguito della guerra avvenuta con gli umani che si ribellarono ed a seguito del grande cataclisma che colpì la Terra si estinsero, lasciando il mondo in mano agli esseri umani che col passare dei millenni li ricordarono come dèi, ispirando le divinità delle varie mitologie.